# Georg Ludwig Friedrich Laves

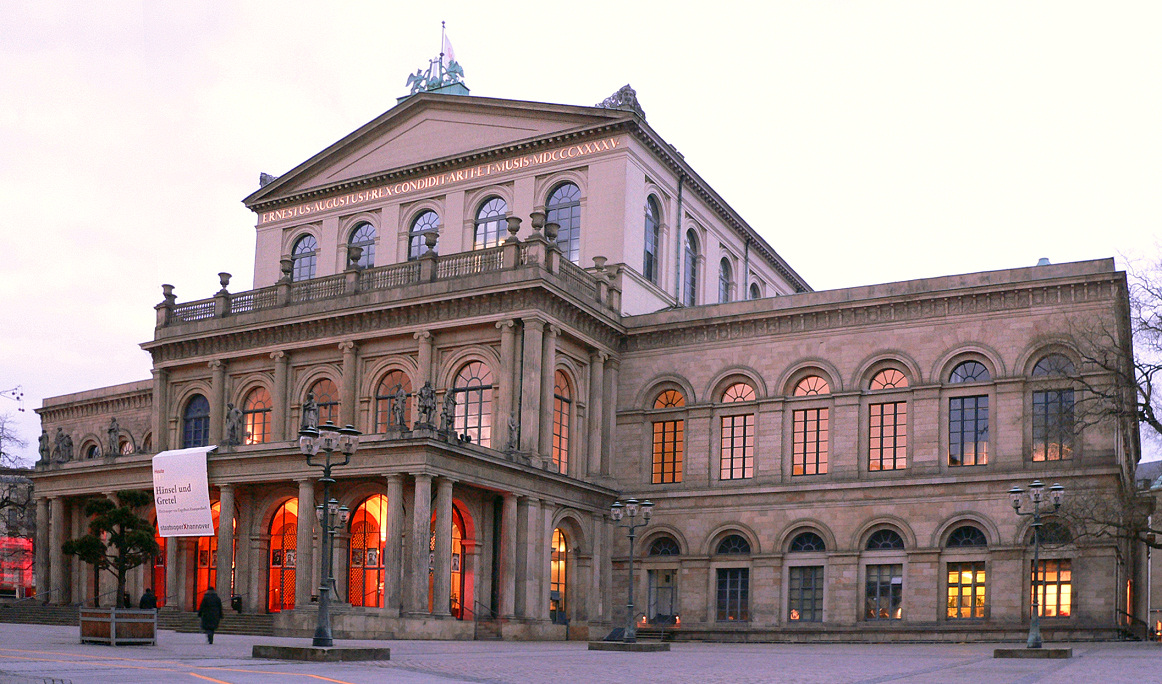
L'opéra de Hanovre, construit sous la direction de Laves.

Georg Ludwig Friedrich Laves (né le 17 décembre 1788 à Uslar et mort le 30 avril 1864 à Hanovre) était un architecte, ingénieur civil et urbaniste allemand. Il vécut et travailla principalement au royaume de Hanovre. Sous le règne d'Ernest-Auguste Ier, il fut l'architecte attitré de la cour hanovrienne et eut ainsi une grande influence dans le développement urbain de la ville de Hanovre. Il est notamment à l'origine de l'opéra de Hanovre et du mausolée d'Ernest-Auguste et de son épouse.